# Reprezentacja Chorwacji w piłce wodnej kobiet
Reprezentacja Chorwacji w piłce wodnej kobiet – zespół, biorący udział w imieniu Chorwacji w meczach i sportowych imprezach międzynarodowych w piłce wodnej, powoływany przez selekcjonera, w którym mogą występować wyłącznie zawodnicy posiadający obywatelstwo chorwackie. Za jej funkcjonowanie odpowiedzialny jest Chorwacki Związek Piłki Wodnej (HVS), który jest członkiem Międzynarodowej Federacji Pływania.